# Auguste Roedel

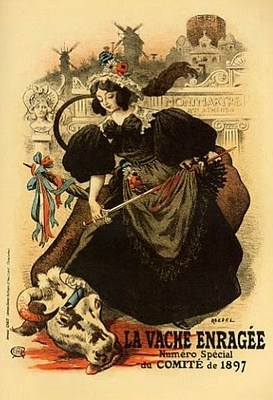
Vache enragée * 1897

Auguste Roedel (Parigi, 5 febbraio 1859 – Parigi, 13 aprile 1900) è stato un illustratore e litografo francese che firmò le sue opere con "Roedel".

## Biografia
Auguste Roedel nacque nel comune di La Chapelle pochi mesi prima che divenisse parte della municipalità di Parigi.
Durante gli anni Ottanta dell'Ottocento, iniziò a disegnare e a frequentare i cabaret soprattutto nei quartieri intorno alla Butte Montmartre e a Place Pigalle; realizzò caricature per giornali come Le Petit Illustré, l'Almanach du Père Peinard e, più tardi, Le Courrier français e L'Estampe moderne.
Poco prima del 1890, Roedel incontrò Jules Chéret e iniziò a produrre manifesti per l'Imprimerie Chaix. Diventato un artista chiave della Butte, la sua produzione fu intensa e lavorò per stampatori parigini come la Imprimerie d'Art E. Malfeyt, Eugène Mauler, Sicard et Farradesche, Courmont frères o Chaimbaud.
Chéret riprodusse quattro disegni di Roedel nella sua rivista Les Maîtres de l'affiche (1895 -1900): Moulin de la Galette, La Vache enragée, Linge Monopole Maxime Faivret e Salon de la Mode.
Nel 1895 Roedel divenne il cartellonista ufficiale del Moulin Rouge, era conosciuto come il "re della cavalcata " e frequentò il Cabaret des Quat'z'Arts dove incontrò altri cartellonisti come Jules Grün, poeti (Edmond Teulet, Charles Quinel), così come chansonniers (Jehan-Rictus, Numa Blès, Gaston Sécot). Con i suoi amici dissidenti del cabaret Le Chat Noir, tra cui Adolphe Léon Willette, organizzò vari eventi artistici. 

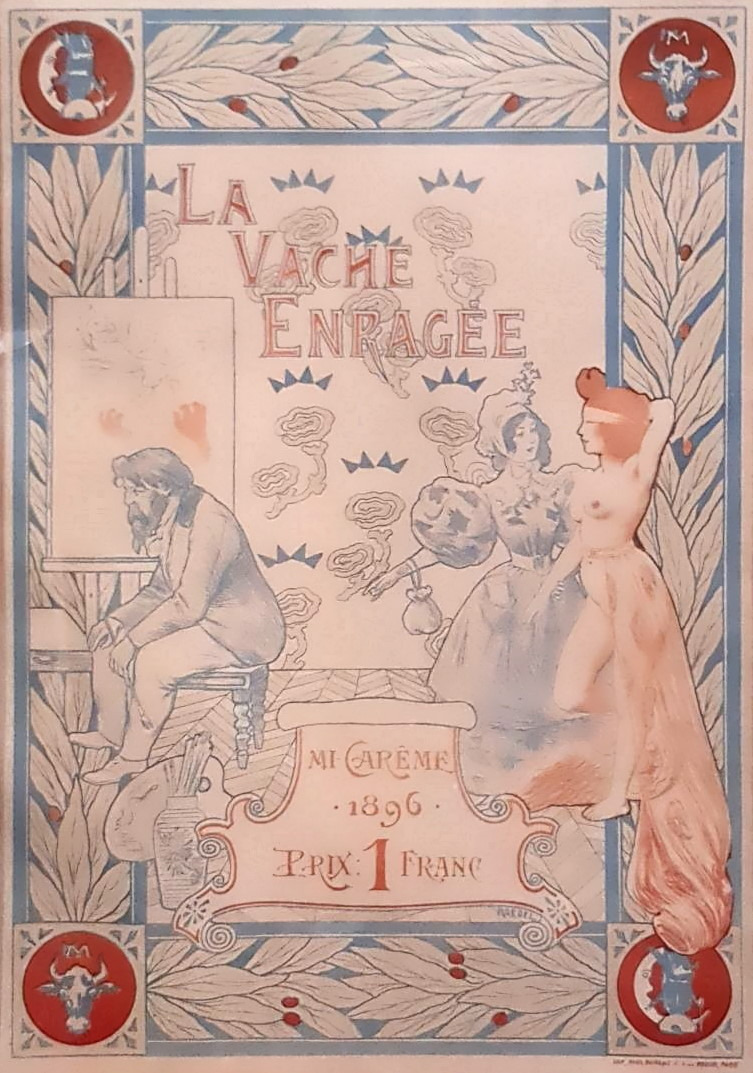
La Vache Enrageeìì - Copertina

A partire dal 6 febbraio 1897 il cabaret Quat'z'Arts pubblicò un giornale settimanale illustrato, intitolato Les Quat'z'Arts journal: Roedel fece sei disegni che per i primi trenta numeri costituirono l'inserto centrale del giornale.
Nel 1896 Willette e Roedel si unirono a un comitato presieduto da Joseph Oller, il codirettore del Moulin Rouge, per organizzare una serie di sfilate nell'ambito del Carnevale di Parigi e ispirate al Bœuf Gras. Roedel eccelleva nell'arte di realizzare cortei.
Durante questi due anni, Willette lanciò una rivista mensile, La Vache enragée, e nominò direttore Roedel che ne disegnò il manifesto.
Debilitato dall'abuso di assenzio, Roedel morì improvvisamente il 13 aprile 1900 nel 9º arrondissement di Parigi: aveva 41 anni.

## Manifesti catalogati
- Cité sous Henri IV Petit châtelet reconstitué 80, avenue de Suffren (1889)
- Tous les soirs à la Cigale Ah ! Pudeur ! Lidia (1890) online su Gallica
- Linge Monopole Maxime Faivret (1890)
- Restaurant du Palmarium, Jardin d'acclimatation (Parigi - Bois de Boulogne) (1895) online su Gallica
- Fantaisie sur les mois (1895)
- Banquet A. Gill (1895) online su Gallica
- Chansons nouvelles de Paul Delmet (1895) online su Gallica
- Exposition publique de dessins-aquarelles-pastels. Hôtel des ventes (1895) online su Gallica
- Moulin-Rouge (1895) online su Gallica
- Moulin Rouge Samedi, datato 23 gennaio: Grande redoute La Bohême artistique (1895) online su Gallica
- Moulin Rouge Samedi, datato 6 febbraio: Grande redoute, retour de la Mecque (1895)
- Moulin Rouge Spectacle-concert Bal (1895) online su Gallica
- Moulin de la Galette Matinée-Bal (1895)
- La Roulotte, 42 rue de Douai, directeur Georges Charton (1895) online su Gallica
- Chocolat Menier 5c 10c (c. 1895)
- Ceinture athénienne (1895)
- Le Chien Noir (1896)
- Exposition féline internationale le concours de chats du Journal au jardin d'acclimatation 25-26-27 septembre 1896
- Promenade de la Vache enragée, rivista mensile illustrata (1896)
- La Vache enragée Montmartre Nouvelle Athènes (1896)
- Salon national de la mode Palais des Beaux-Arts Galerie Rapp Champ de Mars (1896) sur Gallica online su Gallica
- Exposition & Concours de chats organisés par Le Journal & le Jardin d'Acclimatation (1897) online su Gallica
- Dimanche Lundi et Mardi Gras cortège du Moulin Rouge (1897) online su Gallica
- L'En Douce fête annuelle (1897)
- Exposition de chats organisée par le Journal et le jardin d'acclimatation 28-29-30-31 oct 1898
- Chocolat Menier en vente partout (1898)
- Paris Gaulois 40c Journal Hebdomadaire (1899) online su Gallica